# Viaduc de la Grande Ravine
Le viaduc de la Grande Ravine est un viaduc de la route des Tamarins situé à Trois-Bassins, dans l'ouest de l'île de La Réunion.

## Description
Cette construction mixte acier-béton est l'un des 4 ouvrages d'art exceptionnels de la Route des Tamarins construite à flanc de versant sur la cote ouest de l'île de La Réunion.
Ce viaduc, long de 288 mètres et large de 20 mètres, situé au centre du tracé de la route des Tamarins, franchit  la Grande Ravine, large de 300 mètres et profonde de 170 mètres. Il est situé sur la liaison routière la plus directe entre Saint-Paul et L'Étang-Salé et donc entre Saint-Denis et Saint-Pierre.
Les travaux ont commencé en 2006. Le lançage du demi-tablier de la rive gauche a été lancé fin 2008. Puis les deux parties de 1 800 tonnes chacune se sont rejointes pour être clavées avant la saison cyclonique, c'est-à-dire avant le 20 décembre 2008.
Le Pont de la Grande Ravine a été inauguré le 6 mai 2009 par Paul Vergès.

## Fiche technique
Tablier
Haut de 4 mètres et large de 20 mètres celui-ci a été décomposé longitudinalement en 24 tronçons de 8,30 m à 13,90 m de long, eux-mêmes découpés en 12 éléments fabriqué à l'usine Eiffel de Lauterbourg (Bas-Rhin) et transportés par bateau d'Anvers à La Réunion.

## Intervenants
- Dodin Campenon-Bernard
- Eiffel

## Sources et références
1. ↑  Le Moniteur n° 5470 du 26 septembre 2008 page 10
2. ↑  La Grande ravine en grande pompe, Le Quotidien de la Réunion, 7 mai 2009
3. ↑  Le Moniteur n° 5478 du 21 novembre 2008 page 86